# Serena Evans
Pour les articles homonymes, voir Evans.
Serena Evans est une actrice britannique née en 1959.

## Filmographie
- 1988 : The Management (série TV) : Fiona
- 1990 : Never Come Back (TV) : Annabelle
- 1990 : The Piglet Files (série TV) : Sarah Chapman
- 1995 : Mr. Fowler, brigadier chef (série TV) : Patricia Dawkins
- 1998 : You Can't Be Too Careful (TV) : Della Galway
- 1999 : Every Woman Knows a Secret (feuilleton TV) : Lizzie
- 2000 : Maybe Baby : Dr. Cooper
- 2002 : Trial & Retribution V (TV) : Hannah Day (part 2)